# 永島春暁
永島 春暁（ながしま しゅんぎょう、生没年不詳）とは、明治時代の浮世絵師。

## 来歴
歌川芳虎の門人。姓は永島、名は福太郎。芳虎の子だろうといわれている。はじめ虎重、後に春暁、また朝華楼芳照と称し、竹林舎、麗斎、孟斎と号す。作画期は慶応から明治にかけてとされ、明治の頃に錦絵を残し、神田紺屋町に住む。玩具絵も多く手掛けたという。明治20年（1887年）版行の「第三回内国勧業博覧会之図」には「春暁更（あらため）朝華楼芳照」の落款があるが、これ以後も「永島春暁」と落款した錦絵がある。

## 作品
- 「朝鮮事件」　大判錦絵3枚続　静岡県立中央図書館所蔵　※明治15年（1882年）、「永嶋虎重」の落款あり
- 「第三回内国勧業博覧会之図」　大判錦絵3枚続　※明治20年、「春暁更朝華楼芳照」の落款
- 「第三回内国勧業博覧会」　大判錦絵3枚続　静岡県立中央図書館所蔵　※明治23年、「永島春暁」の落款
- 「上野公園第三内国勧業博覧会一覧之図」　大判錦絵3枚続　静岡県立中央図書館所蔵　※明治23年、「春暁更芳照」の落款
- 「上野公園風船之図」　大判錦絵　江戸東京博物館所蔵　※明治23年、「春暁」の落款。スペンサーのパラシュート降下を描いたもの。
- 「東京両国橋　川開大花火之図」　大判錦絵3枚続　江戸東京博物館所蔵　※明治23年、「永島春暁」の落款
- 「雅繪解武者雙六」　錦絵　東京学芸大学附属図書館所蔵　※明治24年、「永島春暁」の落款
- 「東京浅草寺并ニ公園地凌雲閣ノ高塔其他近傍吾妻橋遠景之真図」　大判錦絵3枚続　静岡市立中央図書館所蔵　※明治24年、「孟斎春暁」の落款
- 「朝鮮豊島近海激戦日軍艦隊大勝利の図」　大判錦絵3枚続　静岡県立中央図書館所蔵　※明治27年、「孟斎春暁」の落款
- 「日清交戦朝鮮成歓役分捕品ノ図」　大判錦絵3枚続　静岡県立中央図書館所蔵　※明治27年、「春暁」の落款
- 「皇孝孝明天皇三十年祭遥拝式奉行有志者群拝盛況之図」　大判錦絵3枚続　※明治30年、「永島春暁」の落款
- 「東京勧業博覧会前景之図」　大判錦絵3枚続　サントリー美術館所蔵　※明治40年